# ヴォイヴォド (バンド)
ヴォイヴォド（Voivod、初期にはVOÏ VODとも表記）は、カナダ出身のヘヴィメタル・バンド。
同国の最初期にデビューしたスラッシュメタル系グループの一つで、40年以上のキャリアを誇る。当初から一貫している無機質でアバンギャルドな音楽性が特徴。

## 概要
カナダのフランス語圏であるケベック州出身。そのため、フランス語の楽曲も多分に含む。
1984年のデビュー当初から初期は、ハードコア寄りのノイジーなテクニカルサウンドであったが、1989年のアルバム『ナッシングフェイス』の頃よりプログレッシブ・メタルやサイケデリック・ロック要素が濃くなる。さらにボーカルがエリック・フォレストへ代わった1995年のアルバム『ネガトロン』では、パンテラを彷彿とさせるヘヴィネスなグルーヴ・サウンドに変化した。
2001年には、オリジナル・ボーカリストのスネイクが復帰し原点回帰。翌年には、元メタリカのジェイソン・ニューステッドがジェイソニックとして加入し話題を集めた。
2005年にギターのピギーが癌のために亡くなるという悲劇に見舞われるものの、残されたメンバーは既に録音されていたギター・トラックを元にしてアルバム『カトルズ』を2006年にリリースした。
母国カナダの音楽賞「ジュノー賞」にて、2019年に『ザ・ウェイク』、2023年には『シンクロ・アナーキー』が年間最優秀メタル/ハード・ミュージック・アルバム部門を受賞している。

## 略歴

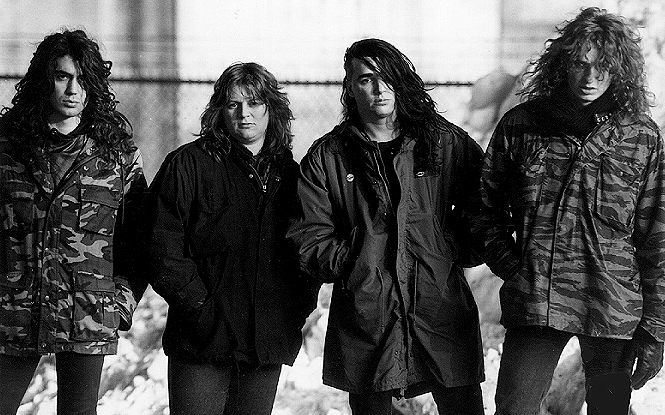
オリジナル・ラインナップ。左からアウェイ、ピギー、ブラッキー、スネイク (1986年)

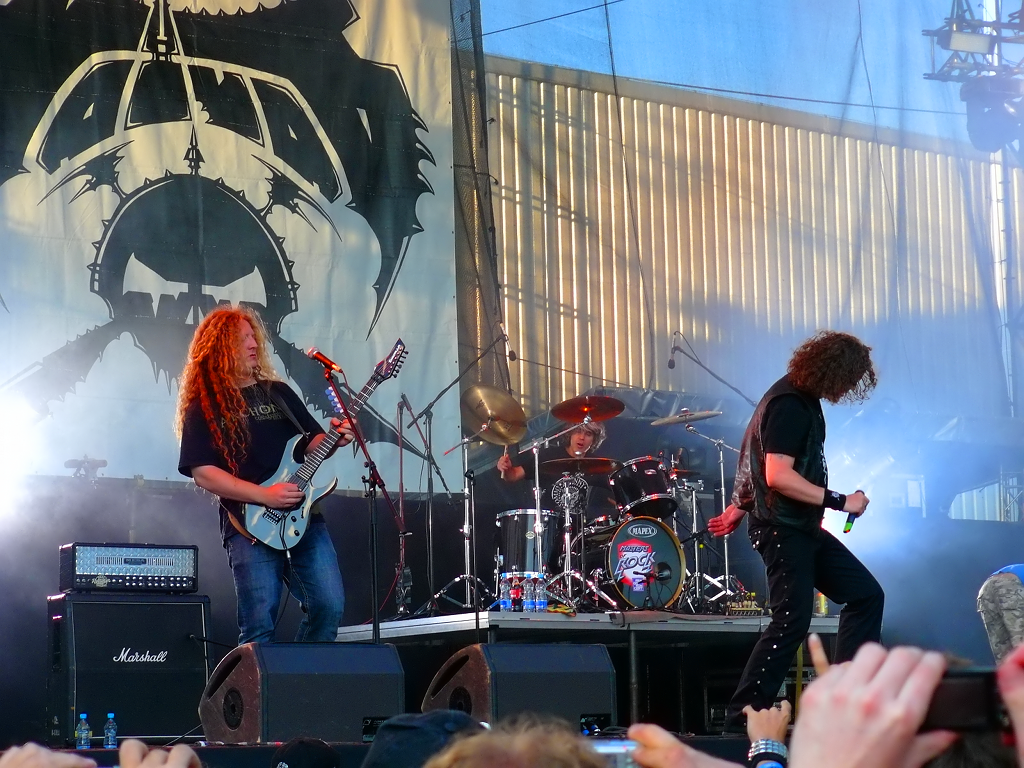
チェコ・ヴィゾヴィツェ公演 (2009年7月)

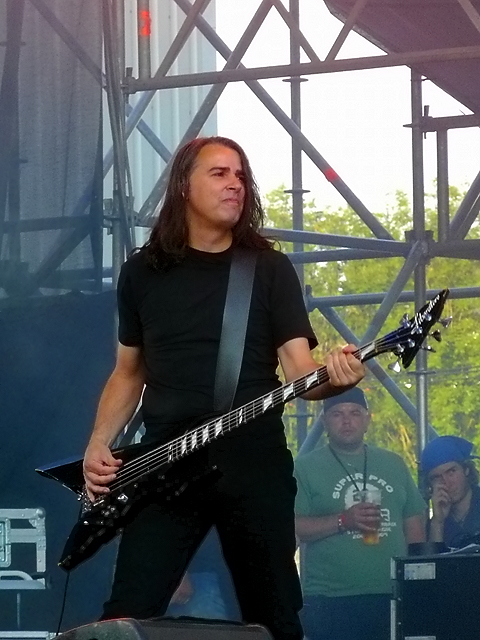
ブラッキー (B) 2009年

1982年にスネイク (ボーカル)、ピギー (ギター)、ブラッキー (ベース)、アウェイ (ドラム)の4人により結成される。結成当時はヴェノム、モーターヘッドやジューダス・プリーストのカバーを演奏していたが、まもなくオリジナル曲を作るようになり、1984年にメタル・ブレイドよりアルバム『ウォー・アンド・ペイン』でデビューした。
その後、ノイズ・レコードに移籍し、セカンド・アルバム『RRRÖÖÖAAARRR』(1986年)、サード・アルバム『キリング・テクノロジー』(1987年)、アルバム『Dimension Hatröss』(1988年)と順調にリリースを重ねた。
1989年にはMCAレコード傘下のメカニック・レコードよりアルバム『ナッシングフェイス』をリリースした。このアルバムは従来のスラッシュメタルからサイケデリックなプログレッシブ・メタルに路線変更した。
1991年にはラッシュのプロデューサーとして有名なテリー・ブラウンを起用し、前作のプログレッシブな雰囲気はそのままに、よりストレートなハードロック曲を中心としてアルバム『エンジェル・ラット』をリリースするが、アルバムの完成直後にベースのブラッキーが脱退、バンドはピエール・セント・ジョアンをサポートにツアーを行う。
1993年にはベース不在のまま、アルバム『ジ・アウター・リミッツ』をリリース。前2作のサイケデリック路線とストレートなハードロック曲を融合させつつもピンク・フロイド、キング・クリムゾンやラッシュの影響をストレートに表現した。
1994年にボーカルのスネイクが脱退し、後任にE-フォースのエリック・フォレストがボーカルとベースを兼任する形で1995年加入し、アルバム『ネガトロン』をリリースする。このアルバムは曲自体は前作の延長であるものの、これまでのスネイクの爬虫類的なボーカルから、新加入のエリックの咆哮するボーカルに変化し、またギターサウンドもこれまで以上に強く歪ませており、当時主流だったパンテラなどのヘヴィ・ロックを強く意識した形となった。
1997年にはアルバム『フォボス』をリリースした。
2001年にエリック・フォレストが脱退し、オリジナル・ボーカリストのスネイクが再加入し、ベースには元メタリカのジェイソン・ニューステッドがジェイソニックとして2002年に加入した。そして翌年2003年にセルフタイトルのアルバム『ヴォイヴォド』をリリースした。
2005年、ピギーが結腸癌の合併症のため亡くなる。残されたメンバーはピギーが録音していたギター・トラックを元にアルバムの製作を行い、2006年にアルバム『カトルズ』をリリースした。
2008年9月に開催された「THRASH DOMINATION 08」で初来日を果たす。ベースはブラッキー、ギターはダニエル・モングレイン（後に「チューウィー」というニックネームで正式メンバーとなる）という編成であった。
2009年、再びピギーの残したトラックを元にしたアルバム『インフィニ』がリリースされ、当時はこれがラスト・アルバムになると発表されていた。
その後、バンドはブラッキーとチューウィーを加えたラインナップで活動を続け、2011年にライブ・アルバム『ウォリアーズ・オヴ・アイス』をリリース。そして2013年には新作のスタジオ・アルバム『ターゲット・アース』をリリースした。
2014年7月、ブラッキーが再びバンドを脱退したことが発表された。同月12日の公演より、以前スティーヴ・ヒルというブルース・ミュージシャンと共に活動していたロッキー（ドミニク・ラロッシュ）がベースを担当している。2016年2月、ロッキーの初参加作品となるEP『ポスト・ソサイアティ』を発表、2018年にはコンセプト・アルバム『ザ・ウェイク』をリリース。
2022年の結成40周年にフル・アルバム『シンクロ・アナーキー』をリリースし、さらに秋には日本の特撮ヒーローであるウルトラマンの主題歌を日本語でカバーしたEP『Ultraman』を発表。翌2023年には、40周年記念企画のセルフカバー作品『モルゴス・テイルズ』をリリースした。

## 備考

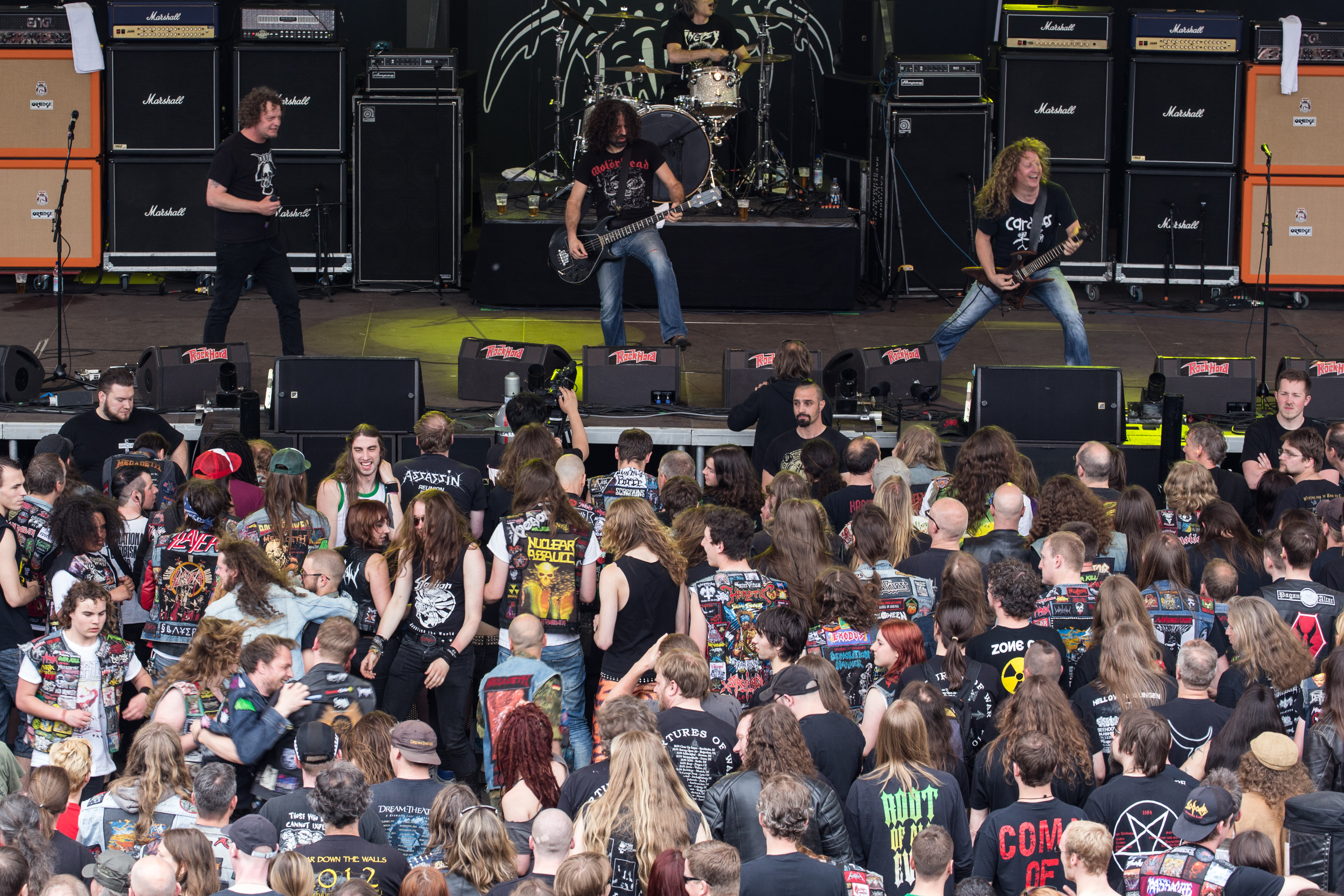
ドイツ・ゲルゼンキルヒェン公演 (2015年5月)

- バンド名のヴォイヴォド（Voivod）とは古くはルーマニアを中心とする東欧でドラキュラ（ヴラド3世）やヴァンパイアなどの人喰い戦士を指す言葉である。その後、将軍の呼称として呼ばれたり、ルーマニアなどで強大な権力を持つ君主の事を、民衆が「死すべき者」との意味を込めて「ヴォイヴォド」と呼んだりしたようである。（参考：en:Voivode）
- メンバーは本名の発音のしにくさから、それぞれニックネームを付けていたが、2002年に加入したジェイソン・ニューステッドもバンドの伝統にならい「ジェイソニック」と名乗った。
- ヴォイヴォドのアルバム・ジャケットは全てドラムのアウェイによって制作されている。
- プログレッシブ・ロック・バンドのカヴァーをしばしば取り上げている。『ナッシングフェイス』や『ジ・アウター・リミッツ』ではピンク・フロイド、『フォボス』ではキング・クリムゾンのカヴァー曲を収録。
- 1993年の『ジ・アウター・リミッツ』はブックレット全体がアナグラフ方式で作成されていて、アルバムに封入されている赤青の3D眼鏡で見ることにより立体に見えるという遊び心がある作りであった。（立体視の方式は異なるがトゥールの『10,000 Days』(2006年)と似ている(トゥールはステレオグラム方式））

## メンバー
※2023年1月時点

### 現ラインナップ
- スネイク (Snake) - ボーカル (1982年-1994年、2001年- )
本名：デニス・ベランジェ (Denis Bélanger)
- アウェイ (Away) - ドラムス (1982年- )
本名：ミシェル・ランジュヴァン (Michel Langevin)
- チューウィー (Chewy) - ギター (2008年- )
本名：ダニエル・モングレイン (Daniel Mongarain)
- ロッキー (Rocky) - ベース (2014年- )
本名：ドミニク・ラロッシュ (Dominic Laroche)

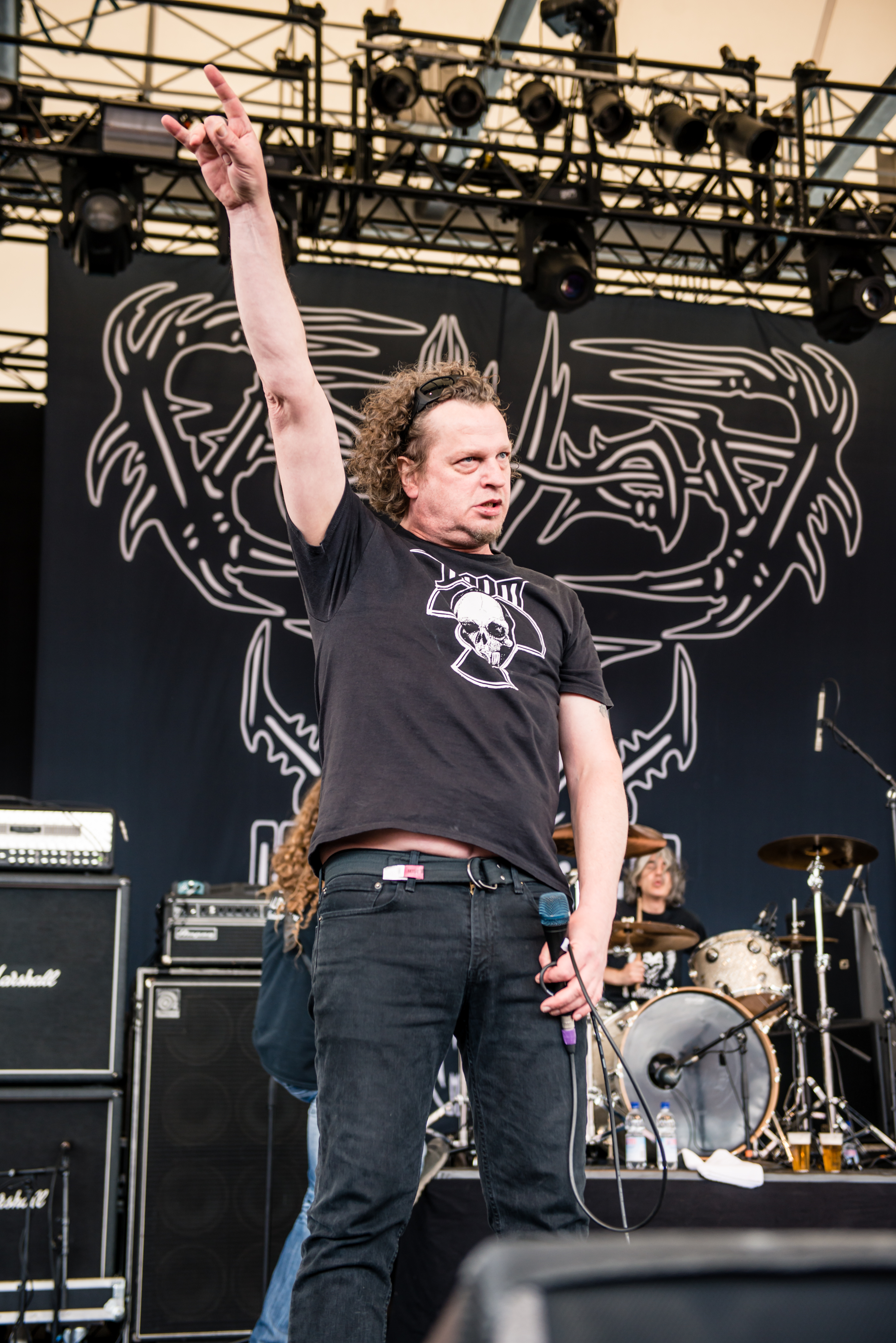
スネイク (Vo) 2015年
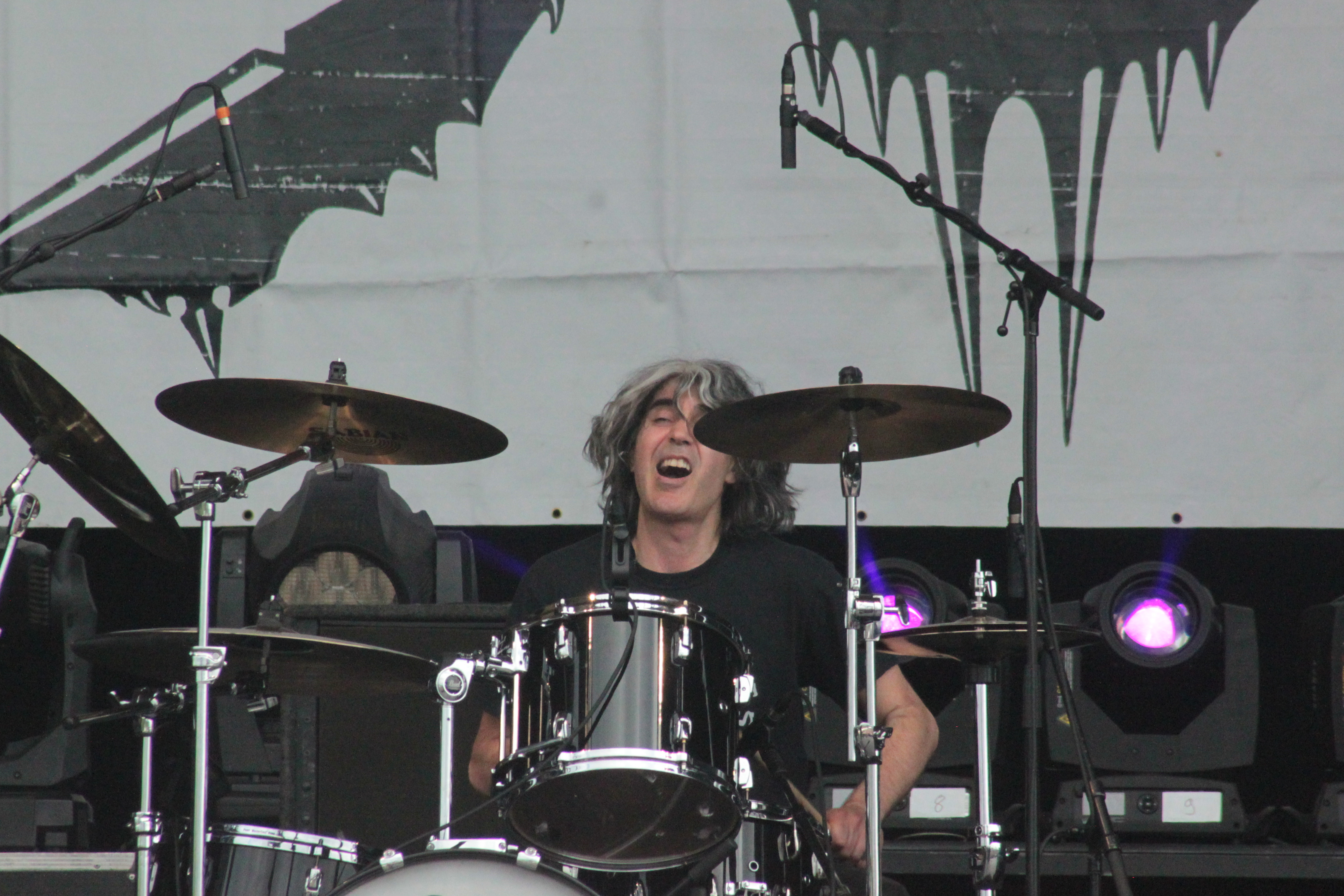
アウェイ (Ds) 2013年
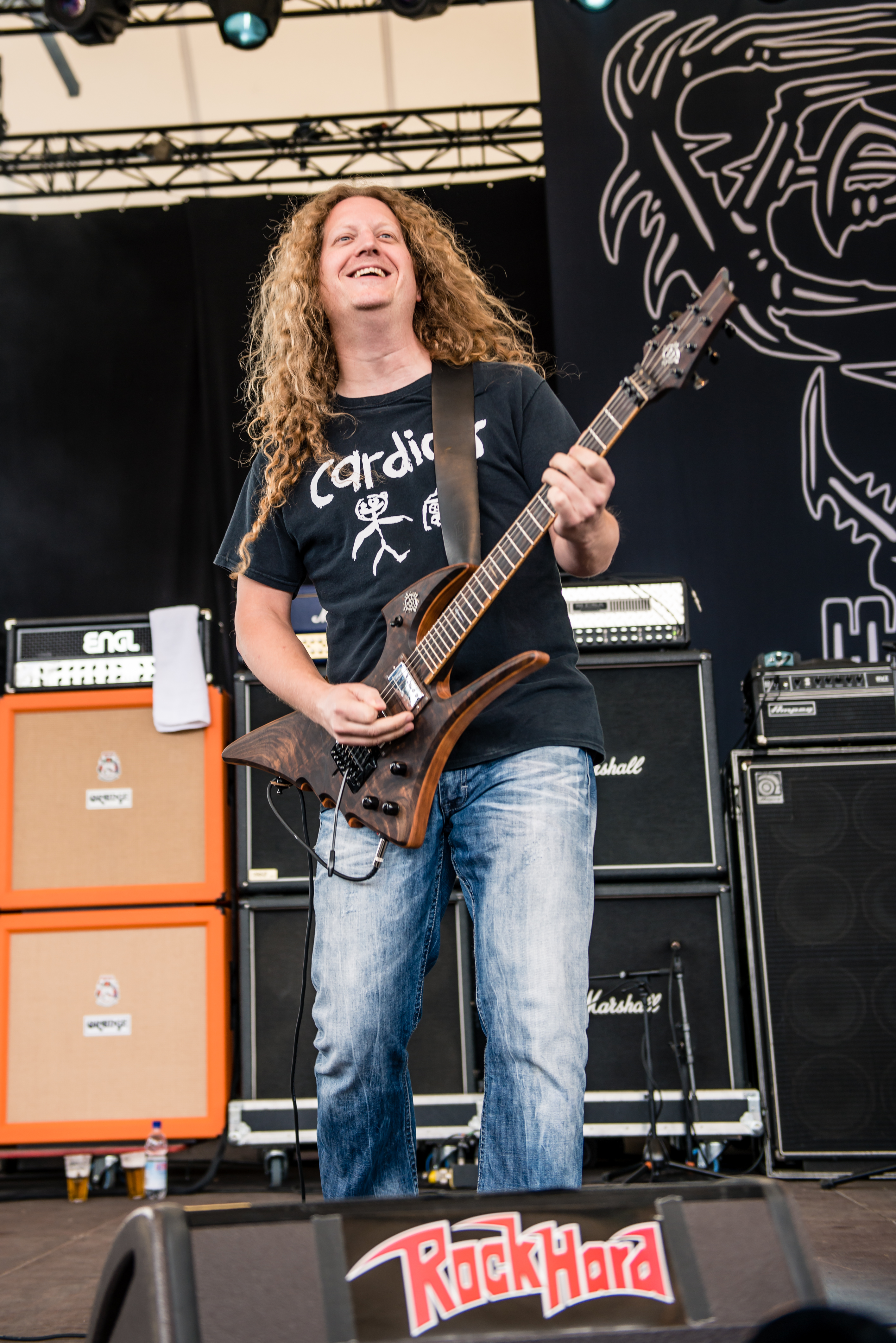
チューウィー (G) 2015年
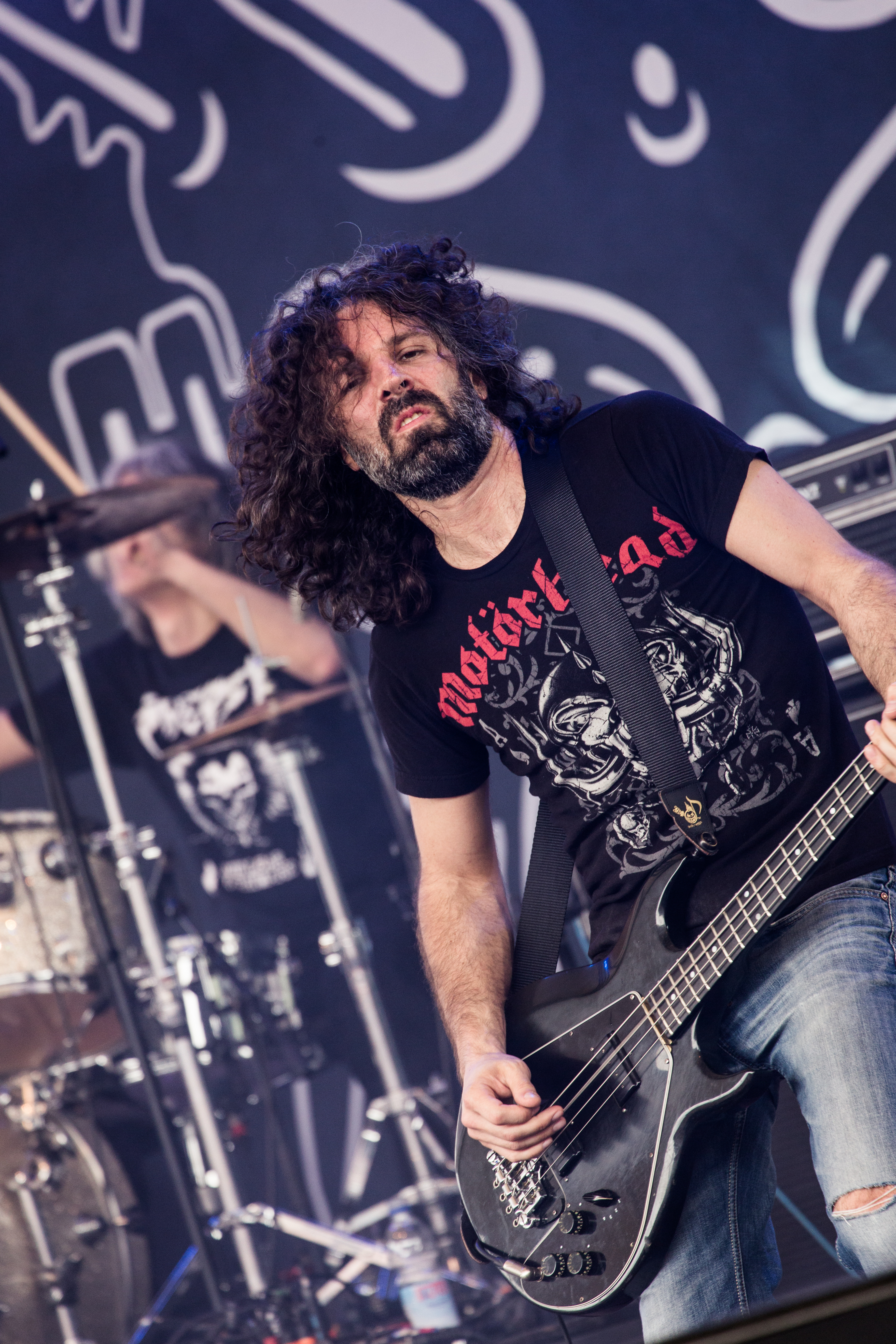
ロッキー (B) 2015年

### 旧メンバー
- ピギー (Piggy) - ギター (1982年-2005年)
本名：デニス・ダムール (Denis D'Amour)
1959年9月24日生、2005年8月26日死去（結腸癌による合併症のため）
- ブラッキー (Blacky) - ベース (1982年-1991年、2008年-2014年)
本名：ジャン・イヴ・テリオー (Jean-Yves Thériault)
- E-フォース (E-Force) - ボーカル、ベース (1994年-2001年)
本名：エリック・フォレスト (Eric Forrest)
- ジェイソニック (Jasonic) - ベース (2002年-2008年)
本名：ジェイソン・ニューステッド (Jason Newsted)。フロットサム・アンド・ジェットサム (1982年-1986年)、メタリカ (1986年-2001年)を経てヴォイヴォドに加入。他にエコーブレインや、オジー・オズボーンの2003年のツアー・ベーシストとしても活動した。

### サポート・メンバー
- ピエール・セント・ジョアン (Pierre St. Jean) - ベース
『エンジェル・ラット』『ジ・アウター・リミッツ』をリリースした時期のライブ・サポートを務めた。

## ディスコグラフィ

### スタジオ・アルバム
- 『ウォー・アンド・ペイン』 - War and Pain (1984年)
- 『RRRöööAAARRR』 - Rrröööaaarrr (1986年)
- 『キリング・テクノロジー』 - Killing Technology (1987年)
- Dimension Hatröss (1988年)
- 『ナッシングフェイス』 - Nothingface (1989年)
- 『エンジェル・ラット』 - Angel Rat (1991年)
- 『ジ・アウター・リミッツ』 - The Outer Limits (1993年)
- 『ネガトロン』 - Negatron (1995年)
- 『フォボス』 - Phobos (1997年)
- 『ヴォイヴォド』 - Voivod (2003年)
- 『カトルズ』 - Katorz (2006年)
- 『インフィニ』 - Infini (2009年)
- 『ターゲット・アース』 - Target Earth (2013年)
- 『ザ・ウェイク』 - The Wake (2018年)
- 『シンクロ・アナーキー』 - Synchro Anarchy (2022年)
- 『モルゴス・テイルズ』 - Morgöth Tales (2023年) ※リレコーディング・セルフカバー作品

### ライブ・アルバム
- Voivod Lives (2000年)
- 『ウォリアーズ・オヴ・アイス』 - Warriors of Ice (2011年)
- Live at Roadburn (2011年)
- 『ロスト・マシン-ライヴ』 - Lost Machine – Live (2020年)
- Live à St-Romuald (2023年)

### コンピレーション・アルバム
- The Best of Voivod (1992年)
- Kronik (1998年)
- To the Death 84 (2011年)
- Build Your Weapons: The Very Best of the Noise Years 1986-1988 (2017年)

### EP
- Thrashing Rage (1986年)
- Cockroaches (1987年)
- Angel Rat Sampler (1991年)
- Live @ Musiqueplus (2000年)
- 『ポスト・ソサイアティ』 - Post Society (2016年)
- The End of Dormancy (2020年)
- Ultraman (2022年)

### 映像作品
- D-V-O-D-1 (2005年)
- Tatsumaki: Voivod in Japan (2008年)